# Langenwolmsdorfer Bach
Der Langenwolmsdorfer Bach (auch Weißbach genannt) ist ein etwa acht Kilometer langer Bach in Sachsen. Er entspringt nördlich des Dorfes Langenwolmsdorf im Landkreis Sächsische Schweiz-Osterzgebirge, durchfließt diesen Ort und nimmt südlich von Stolpen das Letschwasser in sich auf. Der Langenwolmsdorfer Bach mündet schließlich bei Stolpen-Altstadt in die Wesenitz. 